# Metasulenus unicolor
Metasulenus unicolor är en skalbaggsart som beskrevs av Stefan von Breuning 1971. Metasulenus unicolor ingår i släktet Metasulenus och familjen långhorningar.
Artens utbredningsområde är Madagaskar. Inga underarter finns listade i Catalogue of Life.